# غريت باتل سايبر
غريت باتل سايبر (باليابانية: グレイトバトルサイバー)، هي لعبة فيديو يابانية من نوع منصات وحركة، صدرت في الأسواق اليابانية بتاريخ 25 ديسمبر 1992، وتعمل حصرياً على منصة فاملي كمبيوتر.

## طريقة اللعبة
يعتاد مطور اللعبة لاختيار اللاعب من بين 3 شخصيات، وهم كايمن ريادر بلاك آر إكس، ونيو غاندم وأولترامان تارو، حيث يتم طريقة قتال بين اللكم والرفس ضد الخصوم، وكلما يفوز اللاعب ضد أحد زعماء الأشرار، تنتقل للمرحلة التالية.